# Ceramaster lennoxkingi
Ceramaster lennoxkingi är en sjöstjärneart som beskrevs av McKnight 1973. Ceramaster lennoxkingi ingår i släktet Ceramaster och familjen ledsjöstjärnor. Inga underarter finns listade i Catalogue of Life.